# Sulța, Bacău
Sulța (germană Schulz) este un sat în comuna Agăș din județul Bacău, Moldova, România.